# Тайната на желязната врата
„Тайната на желязната врата“ е съветски детски игрален филм по романа на Юрий Томин „Из града вървеше магьосник“ (1963 г.). Премиерата в Съветския съюз се състои на 23 август 1971 г.
Това е филмовият дебют на поета и пародист Александър Иванов, който по-късно стана водещ на телевизионното предаване „Около смеха“.

## Сюжет
Четвъртокласникът Толик Рижков, бягайки от полицай, случайно среща магьосник и става собственик на кибрит, който изпълнява всичките му желания и капризи. Заедно с приятел Толик се озова на необичаен остров, където всичко лошо се счита за добро, а доброто – за лошо. Освен това момчетата скоро разбират, че ще трябва да се върнат сами...

## Снимачен екип

### Създатели
- Режисьор: Михаил Юзовски
- Сценарий: Александър Рейжевски, Юрий Томин
- Оператор: Виталий Гришин
- Композитор: Вадим Гамалея
- Текст: Евгений Агранович
- Художници: Людмила Безсмертнова, Александър Вагичев
- Редактор: Янина Боголепова
- Художник на костюмите: М. Томашевская

### В ролите
- Евалдас Микалюнас – Толик Рижков
- Андрей Харибин като Мишка Павлов, приятел на Толик
- Мичислав Юзовски като Митка, братът на Мишка
- Сергей Евсюнин – магьосник
- Алиса Фрейндлих като Луся Рижкова, майката на Толик
- Олег Табаков – Евгений Рижков, бащата на Толик
- Савелий Крамаров – Зайцев, китарист и паразит, превърнал се в бял гълъб
- Юрий Успенски – робот
- Алексей Хоризонтов – полицейски капитан
- Александър Иванов – полицай
- Георги Светлани – дядо с два куфара
- Светлана Старикова – учител по география
- Вячеслав Цюпа като Чича, местният побойник
- Герасим Воронков – цигулар Леня
- Владимир Савин – момче
- Татяна Гришина – момиче
- Борис Майоров – Борис Майоров, треньор по хокей
- Евгений Майоров – камео
- Николай Сологубов – камео
- Владимир Брежнев – камео
- Едуард Иванов – камео
- Дмитрий Китаев – камео
- Валери Фоменков – камео
- Леонид Коронов – момче
- Юрий Наумцев – лош подавач / добър подавач
- Рудолф Панков – учител